# Finales de la NBA de 1969
Las Finales de la NBA de 1969 fueron las series definitivas de los playoffs de 1969 y suponían la conclusión de la temporada 1968-69 de la NBA, con victoria de Boston Celtics, campeón de la Conferencia Este, sobre Los Angeles Lakers, campeón de la Conferencia Oeste, consiguiendo los Celtics su undécimo en 13 temporadas. El enfrentamiento reunió a 7 futuros miembros del Basketball Hall of Fame, 4 jugadores de los Celtics y 3 de los Lakers.

## Resumen
| Partido | Fecha       | Equipo local | Resultado | Equipo visitante |
| ------- | ----------- | ------------ | --------- | ---------------- |
| 1       | 23 de abril | Los Angeles  | 120–118   | Boston           |
| 2       | 25 de abril | Los Angeles  | 118–112   | Boston           |
| 3       | 27 de abril | Boston       | 111–105   | Los Ángeles      |
| 4       | 29 de abril | Boston       | 89–88     | Los Ángeles      |
| 5       | 1 de mayo   | Los Angeles  | 117–104   | Boston           |
| 6       | 3 de mayo   | Boston       | 99–90     | Los Ángeles      |
| 7       | 5 de mayo   | Los Ángeles  | 106–108   | Boston           |

Celtics gana las series 4-3

## Enfrentamientos en temporada regular
Durante la temporada regular, los Lakers y los Celtics se vieron las caras en seis ocasiones (la liga la formaban entonces 14 equipos), jugando tres encuentros en el Boston Garden y otros tres en The Forum.
| 19 de noviembre | Boston Celtics | 106–116 | Los Angeles Lakers |                                  |
|                 |                |         |                    |                                  |
|                 |                |         |                    | Pabellón: The Forum, Los Ángeles |

| 29 de noviembre | Los Angeles Lakers | 93–92 | Boston Celtics |                                 |
|                 |                    |       |                |                                 |
|                 |                    |       |                | Pabellón: Boston Garden, Boston |

| 10 de enero | Los Angeles Lakers | 82–88 | Boston Celtics |                                 |
|             |                    |       |                |                                 |
|             |                    |       |                | Pabellón: Boston Garden, Boston |

| 21 de febrero | Boston Celtics | 124–102 | Los Angeles Lakers |                                  |
|               |                |         |                    |                                  |
|               |                |         |                    | Pabellón: The Forum, Los Ángeles |

| 7 de marzo | Boston Celtics | 105–99 (Pr.) | Los Angeles Lakers |                                  |
|            |                |              |                    |                                  |
|            |                |              |                    | Pabellón: The Forum, Los Ángeles |

| 16 de marzo | Los Angeles Lakers | 108–73 | Boston Celtics |                                 |
|             |                    |        |                |                                 |
|             |                    |        |                | Pabellón: Boston Garden, Boston |

## Resumen de los partidos
La temporada 1968-69 fue más dura que de costumbre para los Celtics. Su entrenador-jugador, Bill Russell sufrió una lesión en un pie que incluso le hizo ser hospitalizado, mientras que Sam Jones también arrastró molestias durante todo el año. Así las cosas, los de Boston se encomendaron al juego de John Havlicek y Bailey Howell. Acabaron en la cuarta posición de la División Este, pero en los playoffs tiraron de orgullo, deshaciéndose primero de los Sixers y después de los Knicks.
Por su parte los Lakers se habían hecho con los servicios del pívot de los Sixers, Wilt Chamberlain, acabaron primeros en el Oeste y en los playoffs se deshicieron con comodidad primero de San Francisco Warriors y posteriormente de Atlanta Hawks.

### Partido 1
| 23 de abril                        | Boston Celtics                                            | 118–120              | Los Angeles Lakers                                           |                                                                            |  |  |
|                                    | Parciales: 32–33, 26–23, 26–26, 34–38                     |                      |                                                              |                                                                            |  |  |
|                                    | Estadísticas John Havlicek 37 Bill Russell 27 Sam Jones 6 | Reporte Pts Reb Asts | Estadísticas Jerry West 53 Wilt Chamberlain 23 Jerry West 10 | Pabellón: The Forum, Inglewood, California Asistencia: 17,554 espectadores |  |  |
| Los Angeles lidera las series, 1–0 |                                                           |                      |                                                              |                                                                            |  |  |
|                                    |                                                           |                      |                                                              |                                                                            |  |  |

El partido que abría las series finales se disputó en The Forum de Inglewood. Antes del comienzo de las mismas, Russell decidió no someter a la estrella de los Lakers, Jerry West a un marcaje especial, lo que hizo que se fuera hasta los 53 puntos, sin poder ser parado ni por Sam Jones ni por Larry Siegfried. El encuentro fue muy disputado, con hasta 21 alternancias en el marcador por parte de ambos equipos, decidiéndose con una canasta de Chamberlain a falta de 23 segundos que dejó el marcador en 120-118 a favor del equipo local. Por parte de los Celtics, el mejor fue Hondo Havlicek, que anotó 39 puntos.

### Partido 2
| 25 de abril                        | Boston Celtics                                                | 112–118              | Los Angeles Lakers                                                   |                                                                            |  |  |
|                                    | Parciales: 25–24, 30–29, 30–35, 27–30                         |                      |                                                                      |                                                                            |  |  |
|                                    | Estadísticas John Havlicek 43 Bill Russell 21 Bill Russell 13 | Reporte Pts Reb Asts | Estadísticas Jerry West 41 Wilt Chamberlain 19 Egan, West 8 cada uno | Pabellón: The Forum, Inglewood, California Asistencia: 17,559 espectadores |  |  |
| Los Angeles lidera las series, 2–0 |                                                               |                      |                                                                      |                                                                            |  |  |
|                                    |                                                               |                      |                                                                      |                                                                            |  |  |

Russell volvió a no dargar la defensa sobre West, y éste respondió anotando 41 puntos, mientras que Havlicek conseguía 43. Parecía que la final iba a convertirse en un duelo particular entre estos dos jugadores. a West le acompañaron el base Johnny Egan, que anotó 26, y Elgin Baylor con 31, incluidos los últimos 12 de su equipo en el partido. Chamberlain se quedó en tan solo 4 puntos, pero supo frenar a Russell bajo los tableros. Don Nelson y Bill Hewitt requirieron varios puntos de sutura tras un encontronazo. Al final, victoria de los Lakers 118-112, que colocaba la serie con un 2-0 a favor de los angelinos.

### Partido 3
| 27 de abril                        | Los Angeles Lakers                                          | 105–111              | Boston Celtics                                                |                                                                                |  |  |
|                                    | Parciales: 16–25, 24–32, 38–21, 27–33                       |                      |                                                               |                                                                                |  |  |
|                                    | Estadísticas Jerry West 24 Wilt Chamberlain 26 Jerry West 6 | Reporte Pts Reb Asts | Estadísticas John Havlicek 34 Bill Russell 18 John Havlicek 7 | Pabellón: Boston Garden, Boston, Massachusetts Asistencia: 14,037 espectadores |  |  |
| Los Angeles lidera las series, 2–1 |                                                             |                      |                                                               |                                                                                |  |  |
|                                    |                                                             |                      |                                                               |                                                                                |  |  |

La serie se trasladó al Boston Garden, y allí por fin Russell se decidió a hacer un marcaje especial a West. Los Celtics tomaron ventaja rápidamente, pero los Lakers retomaron el control después de que Keith Erickson golpeara involuntariamente a Havlicek en su ojo izquierdo. Llegaron al último cuarto con ventaja en el marcador, pero el público empujó a su equipo, llevándose finalmente la victoria por 111-105, con dos últimos tiros libres anotados por Havlicek, que a pesar del golpe consiguió anotar 34 puntos.

### Partido 4
| 29 de abril           | Los Angeles Lakers                                                     | 88–89                | Boston Celtics                                                           |                                                                                |  |  |
|                       | Parciales: 15–16, 26–33, 29–18, 18–22                                  |                      |                                                                          |                                                                                |  |  |
|                       | Estadísticas Jerry West 40 Wilt Chamberlain 31 West, Baylor 4 cada uno | Reporte Pts Reb Asts | Estadísticas John Havlicek 21 Bill Russell 29 cinco jugadores 2 cada uno | Pabellón: Boston Garden, Boston, Massachusetts Asistencia: 15,128 espectadores |  |  |
| Series empatadas, 2–2 |                                                                        |                      |                                                                          |                                                                                |  |  |
|                       |                                                                        |                      |                                                                          |                                                                                |  |  |

El cuarto partido fue un cúmulo de errores por parte de ambos equipos, llegando a sumar 50 entre los dos. Se llegó al final del partido igualados, con ventajas de no más de dos puntos. A falta de 15 segundos los Lakers vencían 88-87 y tenían la posesión de la pelota. Todo lo que debían hacer era mantenerla, pero Emmette Bryant la robó, dándosela a Sam Jones, que falló su lanzamiento a canasta. Pero los Celtics recuperaron el rebote y pidieron un tiempo muerto a falta de 7 segundos. El balón le llegó a Havlicek, quien se la dio a Jones, que cortaba por el medio. Éste frenó su carrera a la altura del tiro libre, se levantó y anotó la canasta sobre la bocina, dando la victoria a su equipo por 89-88.

### Partido 5
| 1 de mayo                          | Boston Celtics                                                          | 104–117              | Los Angeles Lakers                                          |                                                                            |  |  |
|                                    | Parciales: 24–23, 21–26, 24–30, 35–38                                   |                      |                                                             |                                                                            |  |  |
|                                    | Estadísticas Sam Jones 25 John Havlicek 14 Russell, Havlicek 5 cada uno | Reporte Pts Reb Asts | Estadísticas Jerry West 39 Wilt Chamberlain 31 Jerry West 9 | Pabellón: The Forum, Inglewood, California Asistencia: 17,553 espectadores |  |  |
| Los Angeles lidera las series, 3–2 |                                                                         |                      |                                                             |                                                                            |  |  |
|                                    |                                                                         |                      |                                                             |                                                                            |  |  |

El quinto partido devolvía la serie al Forum, y solo hubo un equipo sobre la pista, los Lakers. Russell solo consiguió anotar 2 puntos, a los que añadió 13 rebotes, mientras que Chamberlain fue el dueño de los tableros, con 13 puntos y 31 rebotes. En el juego exterior, West y Egan se encargaban de poner los puntos, con 39 y 23 respectivamente. Boston cayó por 117-104, dejando la eliminatoria a una victoria del triunfo final de los de Los Ángeles.

### Partido 6
| 3 de mayo             | Los Angeles Lakers                                                           | 90–99                | Boston Celtics                                         |                                                                                |  |  |
|                       | Parciales: 22–32, 17–23, 26–27, 25–17                                        |                      |                                                        |                                                                                |  |  |
|                       | Estadísticas West, Baylor 26 cada uno Wilt Chamberlain 18 Wilt Chamberlain 4 | Reporte Pts Reb Asts | Estadísticas Don Nelson 25 Bill Russell 19 Em Bryant 5 | Pabellón: Boston Garden, Boston, Massachusetts Asistencia: 15,128 espectadores |  |  |
| Series empatadas, 3–3 |                                                                              |                      |                                                        |                                                                                |  |  |
|                       |                                                                              |                      |                                                        |                                                                                |  |  |

La mala noticia para los Lakers es que West se había reirado en el partido anterior con un fuerte golpe en el muslo. A pesar de ello consiguió anotar 26 puntos en el sexto partido, pero resultó evidente que su equipo necesitó algo más de él, y sobre todo de Chamberlain, que tuvo una nefasta actuación quedándose en tan solo 2 puntos. Boston ganó 99-90, empatando las series a 3, y dejando la resolución de la final en un séptimo y definitivo partido que se disputaría en The Forum.

### Partido 7
| 5 de mayo                   | Boston Celtics                                               | 108–106              | Los Angeles Lakers                                           |                                                                            |  |  |
|                             | Parciales: 28–25, 31–31, 32–20, 17–30                        |                      |                                                              |                                                                            |  |  |
|                             | Estadísticas John Havlicek 26 Bill Russell 21 Bill Russell 6 | Reporte Pts Reb Asts | Estadísticas Jerry West 42 Wilt Chamberlain 27 Jerry West 12 | Pabellón: The Forum, Inglewood, California Asistencia: 17,568 espectadores |  |  |
| Boston gana las series, 4–3 |                                                              |                      |                                                              |                                                                            |  |  |
|                             |                                                              |                      |                                                              |                                                                            |  |  |

Nuevamente se iban a ver las caras en un séptimo partido de unas finales los Celtics y los Lakers, con la diferencia que en esta ocasión, el encuentro decisivo se jugaba en Los Ángeles. El propietario del equipo, Jack Kent Cooke, quiso anticiparse al resultado, llenando con cientos de globos las vigas del Forum para celebrar una hipotética victoria de su equipo, algo que enfureció a Jerry West. Mientras tanto, los Celtics, siempre buscando un punto extra de motivación, lo encontraron en las vigas del pabellón. Anotaron 8 de sus primeros lanzamientos a canasta, consiguiendo ponerse 12 arriba, 24-12.
Los Lakers reaccionaron, poniéndose a tan solo 3 puntos al final del primer cuarto, 28-25, ventaja que se mantendría al descanso, al que se llegó con el marcador 59-56 favorable a los Celtics. Bryant y Havlicek llevaron el peso ofensivo de su equipo, mientras que Russell se imponía debajo de los tableros. Los californianos consiguieron empatar el partido al inicio del tercer cuarto, pero 5 minutos nefastos hicieron que los Celtics tomaran ventaja de 9 puntos, 71-62, con Don Nelson anotando 12 puntos en el periodo. A falta de 3:39 se produjo una jugada que cambiaría el rumbo del partido. Russell recibió cerca del aro y lanzó a canasta, convirtiéndola y consiguiendo a la vez la quinta falta personal de Chamberlain, dejando el marcador 79-66 a favor de Boston.
Chamberlain había jugado hasta ese momento 885 partidos como profesional, y nunca había sido eliminado por 6 faltas. El entrenador de los Lakers, Butch van Breda Kolff decidió dejarlo en pista, pero los Celtics se aprovecharon de la poca intensidad defensiva del jugador decisivo de los Lakers, poniéndose 15 arriba, 91-76. La ventaja llegó a los 17 puntos, pero tanto Russell como Jones alcanzaban también las cinco faltas. West tomó el mando del partido, y con tres acciones consecutivas dejó la desventaja en 12 puntos. Los equipos intercambiaban tiros libres, y llegaba la quinta falta de Havlicek, y momentos después ponía punto final a su carrera Sam Jones, al cometer la sexta. Había conseguido 24 puntos en el partido. Elgin Baylor anotó una bandeja, y West conseguía 3 puntos más, dejando el marcador 103-94 a falta de 6 minutos para el final.
A falta de 5:45, Chamberlain se hizo daño en la rodilla al capturar un rebote defensivo. Siguió en pista, pero en el siguiente ataque pidió el cambio, siendo sustituido por Mel Counts. West continuó el solo recortando diferencias, llegando a dejar el marcador 103-100. a falta de 3 minutos, Counts anotó un lanzamiento desde la bombilla dejando el marcador 103-102, capturó el rebote defensivo en la siguiente jugada pero los Lakers no se llegaron a poner por delante, al serles señalada una falta en ataque. Chamberlain pidió a su entrenador volver a la pista, sintiéndose recuperado, pero van Breda Kolff se negó, diciéndole que lo estamos haciendo bastante bien sin ti. El partido se convirtió en ese momento en un total despropósito, con balones perdidos por parte de ambos equipos. A falta de poco más de un minuto, Nelson anotó un lanzamiento exterior, poco después de que West perdiera el balón. Una mala acción de Counts en ataque en la siguiente jugada hizo que los Celtics tuvieran la posesión, con 3 puntos arriba, a falta de medio minuto. Se sucedieron entonces un intercambio de canastas, pero nada cambió. Los Celtics ganaron 108-106.
Jerry West, que acabó el partido con 42 puntos, 13 rebotes y 12 asistencias fue elegido MVP de las Finales de la NBA, la primera vez que se concedía el galardón, siendo hasta ahora el único que lo ha logrado formando parte del equipo perdedor. Los Lakers no tenían a nadie a quien echar la culpa de la derrota, ya que fallaron hasta 19 tiros libres, en una pobre racha de 28 de 47. Solo Chamberlain anotó 4 de 13 lanzamientos desde la línea, aunque consiguió 7 de 8 en tiros de campo, a los que añadió 27 rebotes. Russell, por su parte, que había jugado cinco minutos más, consiguió 21 rechaces.
Tres meses después de finalizada la temporada, Russell anunciaba oficialmente su retirada, poniendo fin a una dinastía que había dominado la NBA en los años 60, consiguiendo 11 títulos en 13 temporadas, algo que no ha sido superado jamás en ningún deporte profesional estadounidense. Los globos que colgaban de las vigas del Forum fueron finalmente donados a un hospital infantil.